# Marchands de poisson
Pour plus de détails, voir Fiche technique et Distribution.
Marchands de poisson (Towed in a Hole) est un film américain réalisé par 
George Marshall mettant en scène Laurel et Hardy, sorti en 1932.

## Synopsis
Laurel et Hardy sont vendeurs de poissons ambulants. Stanley a une idée géniale : s'ils pêchaient eux-mêmes leur poisson, ils n'auraient pas à l'acheter...
Sitôt dit, sitôt fait ! Dans le dépotoir de Joe, il déniche « Ruth », un bateau au rebut. Afin de pouvoir remettre ce dernier à flot et de vérifier son étanchéité, autre idée géniale, ils décident de le remplir d'eau ! Les deux compères sont remplis de bonne intention et décident même d'arrêter de se comporter en gamins et de cesser leurs enfantillages coutumiers. Las, les bonnes intentions et les idées géniales ne suffisent pas ! Le naturel revient au galop et les catastrophes s'enchaînent...

## Fiche technique
- Titre original : Towed in a Hole
- Titre français : Marchands de poisson
- Scénario : Charley Rogers et Stan Laurel (non crédités)
- Réalisation : George Marshall
- Photographie : Art Lloyd
- Montage : Richard C. Currier
- Ingénieur du son : James Greene
- Producteur : Hal Roach
- Société de production : Hal Roach Studios
- Société de distribution : Metro-Goldwyn-Mayer
- Pays de production :  États-Unis
- Langue : anglais
- Format : Noir et blanc - 35 mm - 1,37:1  -  sonore
- Genre : Comédie
- Longueur : deux bobines
- Durée : 21 minutes
- Date de sortie : 
  - États-Unis : 31 décembre 1932

## Distribution
Source principale de la distribution :
- Stan Laurel (VF : Franck O'Neill) : Stan
- Oliver Hardy (VF : Leo P. Nold) : Ollie
- Billy Gilbert : Joe, le propriétaire du dépotoir

## Autour du film
Marchands de poisson est une comédie  qui tranche par sa sobriété dans la production des Laurel et Hardy.

Rythme assez lent, unité de lieu, casting réduit au minimum mais cette sobriété s'accompagne d'une grande rigueur dans l'écriture du scénario (attribué à Stan Laurel ou Charley Rogers suivant les sources) et font de ce court métrage l'un des mieux construits du duo. Les gags sont là mais ils sont essentiellement basés sur le jeu des deux acteurs et la pantomime et suivent une logique implacable : quoi qu'ils fassent, nos deux compères resteront d'indécrottables gaffeurs.